# Gazet van Antwerpen Trofee 2008-2009
Il Gazet van Antwerpen Trofee 2008-2009, ventiduesima edizione della corsa ciclistica, si svolse tra il 1º novembre 2008 ed il 22 febbraio 2009.

## Uomini Elite

### Risultati
| # | Data        | Città      | Evento                        | Vincitore     | Leader della Cl. mondiale |
| - | ----------- | ---------- | ----------------------------- | ------------- | ------------------------- |
| 1 | 1º novembre | Oudenaarde | Koppenbergcross               | Sven Nys      | Sven Nys                  |
| 2 | 11 novembre | Niel       | Jaarmarktcross Niel           | Lars Boom     | Lars Boom                 |
| 3 | 22 novembre | Hasselt    | Grote Prijs van Hasselt       | Bart Wellens  | Sven Nys                  |
| 4 | 13 dicembre | Essen      | Grote Prijs Rouwmoer          | Sven Nys      | Sven Nys                  |
| 5 | 30 dicembre | Loenhout   | Azencross                     | Zdeněk Štybar | Sven Nys                  |
| 6 | 1º gennaio  | Baal       | Grote Prijs Sven Nys          | Sven Nys      | Sven Nys                  |
| 7 | 7 febbraio  | Lille      | Krawatencross                 | Niels Albert  | Sven Nys                  |
| 8 | 22 febbraio | Oostmalle  | Internationale Sluitingsprijs | Sven Nys      | Sven Nys                  |

### Classifica generale
| Pos. | Corridore             | Punti |
| ---- | --------------------- | ----- |
| 1    | Sven Nys              | 259   |
| 2    | Bart Wellens          | 220   |
| 3    | Zdeněk Štybar         | 210   |
| 4    | Kevin Pauwels         | 193   |
| 5    | Bart Aernouts         | 184   |
| 6    | Niels Albert          | 180   |
| 7    | Thijs Al              | 175   |
| 8    | Dieter Vanthourenhout | 157   |
| 9    | Gerben de Knegt       | 153   |
| 10   | Sven Vanthourenhout   | 147   |

## Donne Elite

### Risultati
| # | Data        | Città     | Evento                        | Vincitore            | Leader della Cl. mondiale |
| - | ----------- | --------- | ----------------------------- | -------------------- | ------------------------- |
| 1 | 30 dicembre | Loenhout  | Azencross                     | Daphny van den Brand | Daphny van den Brand      |
| 2 | 7 febbraio  | Lille     | Krawatencross                 | Daphny van den Brand | Daphny van den Brand      |
| 3 | 22 febbraio | Oostmalle | Internationale Sluitingsprijs | Marianne Vos         | Daphny van den Brand      |

### Classifica generale
| Pos. | Corridore              | Punti |
| ---- | ---------------------- | ----- |
| 1    | Daphny van den Brand   | 94    |
| 2    | Sanne Cant             | 88    |
| 3    | Helen Wyman            | 88    |
| 4    | Pavla Havlikova        | 87    |
| 5    | Sanne van Paassen      | 76    |
| 6    | Marianne Vos           | 72    |
| 7    | Joyce Vanderbeken      | 63    |
| 8    | Reza Hormes-Ravenstijn | 53    |
| 9    | Linda van Rijen        | 44    |
| 10   | Sophie de Boer         | 40    |

## Uomini Under-23

### Risultati
| # | Data        | Città      | Evento                        | Vincitore               | Leader della Cl. mondiale |
| - | ----------- | ---------- | ----------------------------- | ----------------------- | ------------------------- |
| 1 | 1º novembre | Oudenaarde | Koppenbergcross               | Philipp Walsleben       | Philipp Walsleben         |
| 2 | 11 novembre | Niel       | Jaarmarktcross Niel           | Kenneth Van Compernolle | Philipp Walsleben         |
| 3 | 22 novembre | Hasselt    | Grote Prijs van Hasselt       | Philipp Walsleben       | Philipp Walsleben         |
| 4 | 13 dicembre | Essen      | Grote Prijs Rouwmoer          | Philipp Walsleben       | Philipp Walsleben         |
| 5 | 30 dicembre | Loenhout   | Azencross                     | Vincent Baestaens       | Philipp Walsleben         |
| 6 | 1º gennaio  | Baal       | Grote Prijs Sven Nys          | Philipp Walsleben       | Philipp Walsleben         |
| 7 | 7 febbraio  | Lille      | Krawatencross                 | Jan Denuwelaere         | Philipp Walsleben         |
| 8 | 22 febbraio | Oostmalle  | Internationale Sluitingsprijs | Tom Meeusen             | Philipp Walsleben         |

### Classifica generale
| Pos. | Corridore               | Punti |
| ---- | ----------------------- | ----- |
| 1    | Philipp Walsleben       | 154   |
| 2    | Jim Aernouts            | 120   |
| 3    | Kenneth Van Compernolle | 119   |
| 4    | Tom Meeusen             | 96    |
| 5    | Vincent Baestaens       | 95    |
| 6    | Mitchell Huenders       | 92    |
| 7    | Jan Denuwelaere         | 85    |
| 8    | Quentin Bertholet       | 78    |
| 9    | Marcel Meisen           | 70    |
| 10   | Kevin Cant              | 70    |